# Куйбышев, Валериан Владимирович
Валериа́н Влади́мирович Ку́йбышев (25 мая [6 июня] 1888, Омск — 25 января 1935[…], Москва) — русский революционер и советский партийный, политический деятель.
Член ЦИК СССР 1—6 созывов, кандидат в члены ЦК ВКП(б) (1921—1922), член ЦК ВКП(б) (1922—1923, 1927—1935), член Политбюро ЦК ВКП(б) (1927—1935), член Оргбюро ЦК ВКП(б) (1922—1923, 1934—1935), секретарь ЦК ВКП(б) (1922—1923), член ЦКК ВКП(б) (1923—1927).

## Биография

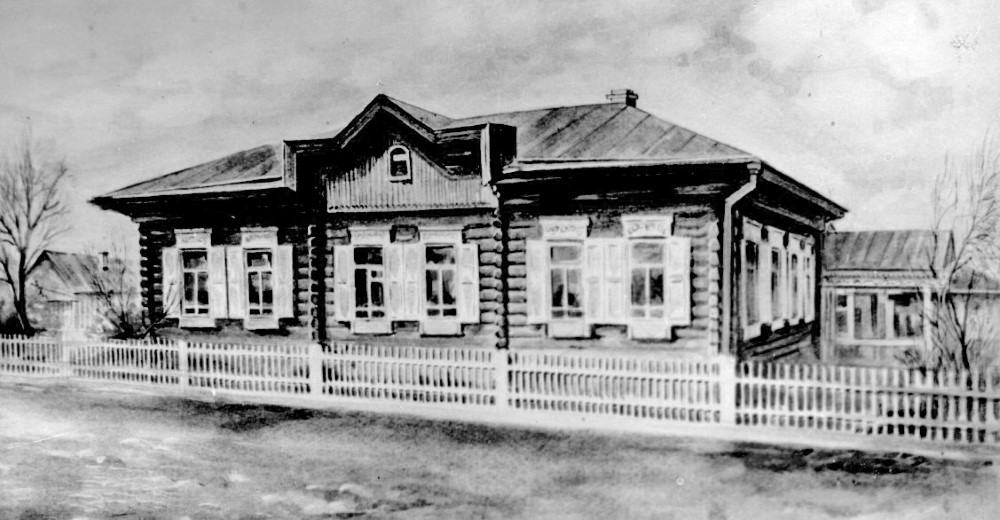
Дом-усадьба семьи Владимира и Юлии Куйбышевых в Кокчетаве.

Валериан Куйбышев родился в многодетной семье личного дворянина 25 мая (6 июня) 1888 года в городе Омске Акмолинской области, ныне город — административный центр Омской области. Там служил офицером Омского гарнизона его отец. Валериан восьмимесячным ребенком был привезён в город Кокчетав той же области (ныне город Кокшетау Республики Казахстан), куда его отец, Владимир Яковлевич был назначен уездным воинским начальником; вся семья капитана Куйбышева переехала в Кокчетав. Детские годы Валериан провел в Кокчетаве. Отец подполковник Владимир Яковлевич Куйбышев служил начальником воинской команды в городе Тюмени Тобольской губернии, где и умер утром 24 ноября (7 декабря)  1909 года от «удара».

### Юность. Кадетский корпус

Сибирский кадетский корпус в Омске, начало XX века

Начальное образование получил в школе г. Кокчетава. В августе 1898 года десятилетний Валериан вернулся в Омск — он был зачислен в Сибирский кадетский корпус. Как сын военного, он поступил на полное государственное обеспечение. Валериан до 13 лет был болезненным и задумчивым мальчиком.
В 1903 году, ещё будучи воспитанником шестого класса кадетского корпуса, Валериан стал членом нелегального социал-демократического кружка. Первые такие кружки возникли в Омске в 1896—1897 годах. У их истоков стояли политические ссыльные. Дядя по материнской линии — Александр Гладышев — всего на четыре года старше Куйбышева, заразил его интересом к революционным идеям. В Кокчетаве отбывал ссылку член петербургской благоевской группы В. Г. Харитонов.
В июле 1900 года Валериан Куйбышев впервые доставил из Омска в Кокчетав революционные прокламации. Затем в городе была создана подпольная типография, в июле 1904 года — первый кружок по пропаганде марксизма среди молодёжи.
В 1904 году, в шестнадцатилетнем возрасте, вступил в Российскую социал-демократическую рабочую партию (РСДРП). Его отец в это время участвовал в русско-японской войне 1904—1905 годов, где был ранен и контужен.

### Агитатор и подпольщик. Аресты

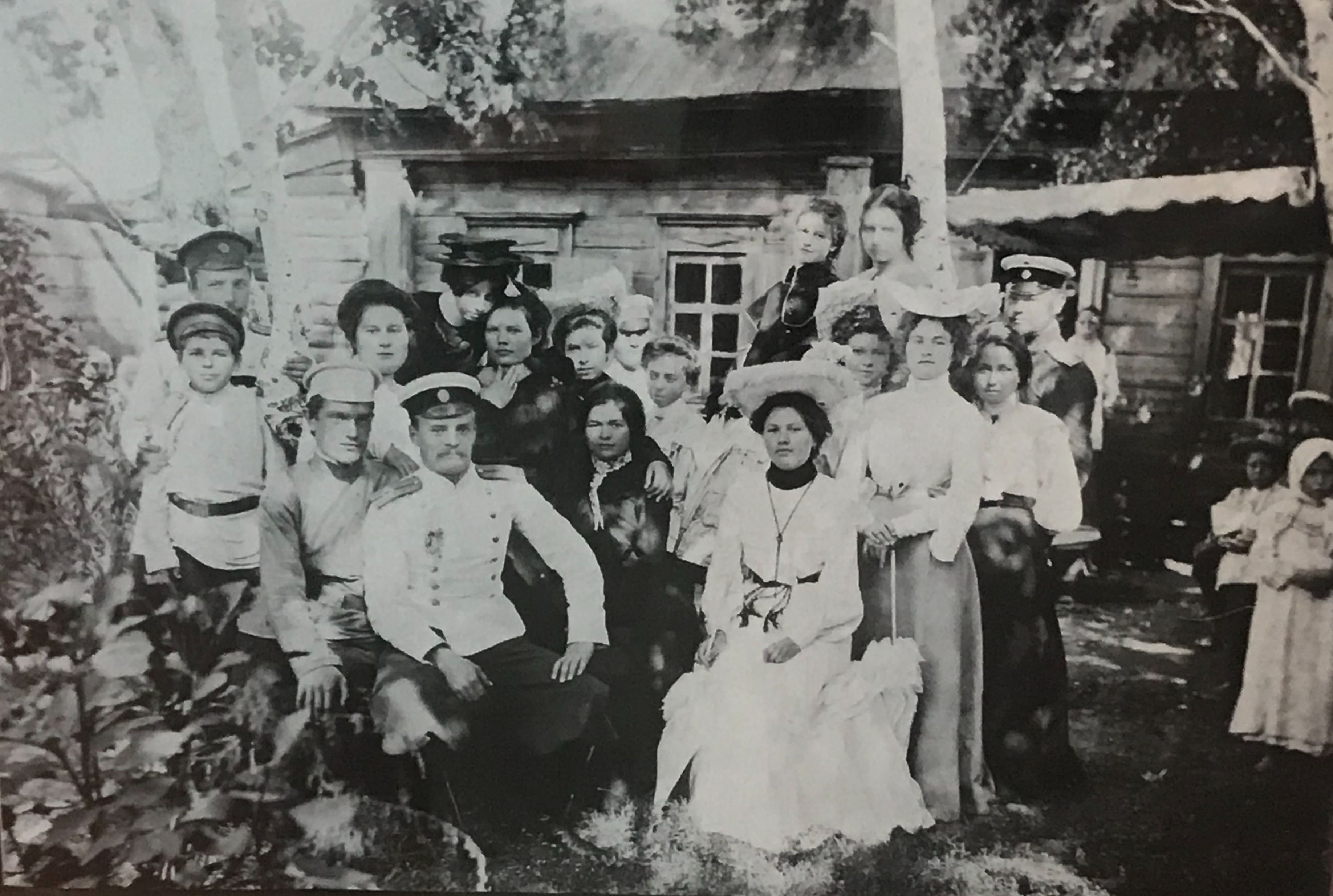
Проводы Валериана Куйбышева в Военно-медицинскую академию. Жилой дом Куйбышевых в Кокчетаве. 1905 г.

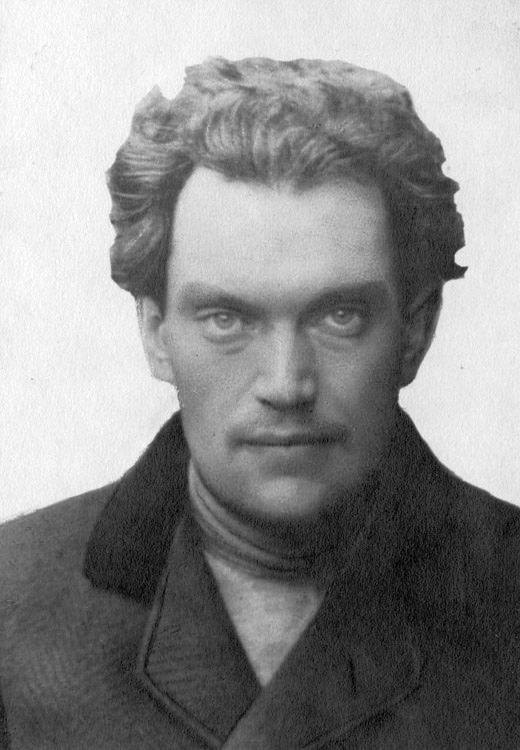
Валериан Куйбышев в 1917 г.

В 1905 году, в возрасте семнадцати лет, Валериан Куйбышев окончил Сибирский кадетский корпус в Омске, после чего отправился в Санкт-Петербург, где поступил в Военно-медицинскую академию. С осени 1905 года жил в Санкт-Петербурге и в свободное от занятий время выполнял технические обязанности в городской организации РСДРП: перевозил нелегальную литературу, доставлял из Финляндии взрывчатые вещества и оружие. В начале 1906 года попал под надзор полиции Российской империи за участие в студенческом протесте против кровавой расправы 9 января 1905 года над мирной рабочей демонстрацией, несколько раз подвергался допросам, и, в результате, в 1906 году был исключён из академии.
В марте 1906 года Куйбышев уехал к родителям в город Кузнецк Томской губернии (ныне город Новокузнецк Кемеровской области), куда к тому времени по долгу службы был переведён его отец. За время пребывания в Кузнецке Валериан успел организовать нелегальный социал-демократический кружок. При его участии в доме купца Фонарёва была установлена подпольная типография, выпустившая несколько агитационных листовок.
Осенью 1906 года скрывался от полиции в Омске. 20 ноября (3 декабря)  1906 года во время партийной конференции в Омске был арестован и заключён в тюрьму. С ноября 1906 года по февраль 1907 года пробыл под следствием. 1 (14) марта 1907 года военно-окружной суд освободил Куйбышева за недостаточностью улик, но генерал-губернатор Степного края Иван Павлович Надаров выслал его под гласный полицейский надзор в город Каинск Томской губернии, где тогда служил его отец (современный адрес их дома: Россия, Новосибирская область, г. Куйбышев, ул. Свердлова, д. 28). До Каинска Валериан не доехал, задержавшись в апреле 1907 года в Томске, где под именем Лесковского стал членом агитгруппы. Группа вела агитационную работу среди солдат гарнизона и рабочих. Организовал на станции Тайга забастовку рабочих. Летом 1907 года в Каинске и Барабинске организовывал революционные кружки, вёл пропаганду, налаживал получение нелегальной литературы. Организовал в Барабинске в подвале дома Ирины Леонтьевны Перельман подпольную типографию, где печатал прокламации (листовки). Использовал разные документы: в Барабинске — Кукушкин, в Петропавловске — Касаткин, в Самаре — Адамчик. Потом, под угрозой нового ареста, перебрался в Петропавловск, где выпустил четыре номера партийной легальной газеты. Когда газета была закрыта, а типография опечатана, Куйбышеву пришлось скрываться.
В июне 1907 года он прибыл в Каинск — место своей первой ссылки, жил в доме мещан Мовшович. После русско-японской войны из Кузнецка в Каинск, на должность воинского начальника, был переведен его отец. Осенью 1907 года Валериан уехал из Каинска без разрешения полиции сначала в Томск, а затем под именем Андрея Степановича Соколова в Санкт-Петербург.
В феврале 1908 года был задержан и помещён в тюрьму. В июле того же года сбежал из тюрьмы в Санкт-Петербург, где уже 11 (24) августа 1911 года был арестован. Спустя месяц, проведённый в «Крестах», был этапирован в Томск. Находился в заключении в Томской тюрьме с августа по октябрь 1908 года. В ноябре 1908 года переведён в Каинск, где жил как административно-ссыльный.
В статье Г. Петрова «Не на всякой карте городок» (о городе Куйбышеве; рубрика «Моё отечество») в газете «Правда», городской учитель, художник и краевед Григорий Александрович Доброхотов вспоминает о В. В. Куйбышеве:
На преобладающем фоне пессимистических, ликвидаторских и обывательских настроений среди ссыльных фигура Валериана Владимировича резко выделялась своей жизнерадостностью, активностью и твёрдостью убеждений.
В апреле 1909 года на имя каинского воинского начальника Владимира Яковлевича Куйбышева из Киева от жительницы Каинска Елены Ревзон пришла посылка с нелегальной литературой. Вину подполковника Куйбышева установить не удалось, но об этом инциденте сообщили военному министру, и Владимира Яковлевича перевели в Тюмень, где он умер 24 ноября (7 декабря)  1909 года. Братьев Валериана и Анатолия 30 апреля (13 мая)  1909 года арестовали и заключили в Каинский тюремный замок. В середине мая переведён в томскую тюрьму. Однако, из-за недостатка улик был оправдан и освобождён 19 сентября (2 октября)  1909 года.
Осенью 1909 года Куйбышев поступил в Императорский Томский университет на юридический факультет. 15 (28) февраля 1910 года вновь арестован за возобновленное дело о Каинской посылке с нелегальной литературой; был отчислен из университета. 31 июля (13 августа)  1910 года выслан на два года в Нарым. Там вместе с Яковом Свердловым создал большевистскую организацию.
В мае 1912 года бежал в Омск, где через месяц был задержан и после почти годичного заключения в томской тюрьме выслан в Тамбов под гласный полицейский надзор. Бежал из города, с июля 1913 по июль 1914 года вёл революционную работу в Санкт-Петербурге, Вологде, Харькове.
В июле 1914 года был выслан в село Тутура Верхоленского уезда Иркутской губернии. Весной 1916 года бежал.
В марте 1916 года прибыл в Самару. Работал табельщиком в пекарне, конторщиком в кооперативе «Самопомощь», фрезеровщиком на Трубочном заводе. 18 сентября (1 октября)  1916 года был арестован за подготовку Поволжской конференции большевиков и 7 (20) февраля 1917 года приговорён к ссылке сроком на пять лет в Туруханский край. До места ссылки не доехал. В селе Казачинском был освобождён после Февральской революции 1917 года.

### Революционный 1917 год
16 (29) марта 1917 года Валериан Куйбышев приехал в Самару. 21 марта (3 апреля)  1917 года избран председателем президиума исполкома Совета рабочих депутатов Самары. 9 (22) апреля 1917 года, на первой Самарской городской конференции РСДРП(б), был избран в Самарский губернский комитет партии, а на пленуме губкома — членом бюро. 10 (23) апреля 1917 года стал членом редколлегии газеты «Приволжская правда». С 15 (28) апреля 1917 года он — гласный Самарской городской думы. Представлял Самарскую большевистскую организацию на VII (Апрельской) Всероссийской конференции РСДРП(б). В мае 1917 года выступил в Самаре на губернском всесословном съезде как делегат от рабочих и член президиума съезда и активно пропагандировал союз крестьянства с рабочим классом. На I губернском съезде РСДРП(б), в октябре 1917 года был утвержден кандидатом в депутаты в Учредительное собрание. 8 (21) октября 1917 года, после I губернского съезда РСДРП(б) на пленуме губкома партии избран председателем бюро губкома партии. Он занимал эту должность до 3 апреля 1918 года. 17 (30) октября 1917 года баллотировался на пост председателя думы. Несколько позже его выдвигали на пост городского головы Самары, но занять эту должность Куйбышев отказался.
В октябре 1917 года участвовал в установлении советской власти в Самаре
после Великой Октябрьской социалистической революции. 26 октября (8 ноября)  1917 года избран в Самарский революционный комитет, а 27 октября (9 ноября)  1917 года, на первом заседании ревкома избран его председателем. В декабре 1917 года, на I Самарском губернском съезде Советов Куйбышев был избран председателем губисполкома. Сохранилась за ним и должность председателя губревкома. 26 декабря 1917 года (8 января 1918 года) ревком объявил Самару на военном положении. В конце декабря губревком упразднён, в январе 1918 года был образован губернский совет народного хозяйства под председательством В. В. Куйбышева.
Анархо-максималистский мятеж, вспыхнувший 17-18 мая 1918 года, был подавлен, губисполком распущен и вновь был организован губревком, председателем которого 25 мая 1918 года был единогласно избран В. В. Куйбышев. 30 мая 1918 года, в связи с выступлением отрядов чехословаков, губревком по предложению В. Куйбышева объявил город Самару и Самарскую губернию на осадном положении. Для обороны Самары был создан революционный штаб во главе с Куйбышевым. Во время обстрела Самары войсками Чехословацкого легиона 8 июня 1918 года Валериан Куйбышев вместе с руководством спешно эвакуировался в Симбирск.

### Гражданская война
Участник Гражданской войны 1918—1920 годов.
В начале июля 1918 года назначен политическим комиссаром и членом Реввоенсовета 1-й армии, в сентябре — октябре 1918 года — 4-й армий (РККА).
После освобождения Самары от белочехов и войск КОМУЧа В. В. Куйбышев вернулся в Самару, жил вместе с другими большевиками в доходном доме купца Покидышева на улице Саратовской. 10 октября 1918 года избран в губревком Самары, 31 октября 1918 года освобождён от обязанностей политкомиссара 4-й армии, 14 ноября 1918 года избран в состав Самарского горисполкома, 15 ноября 1918 года избран председателем Самарского горсовета. С 31 января по 25 февраля 1919 года — председатель президиума объединенного Самарского городского и уездного исполкома. С 28 марта 1919 года — председатель президиума губисполкома. 3 апреля 1919 года он выступил за упразднение губревкома, так как этот орган власти дублировал функции губисполкома. 30 марта 1919 года избран председателем президиума губкома.
7 апреля 1919 года на объединенном заседании Самарского губкома и горкома РКП(б) было решено направить В. В. Куйбышева в Реввоенсовет Южной группы Восточного фронта РККА, воевавшей против Русской армии правительства адмирала Колчака. Куйбышев руководил обороной Астрахани. Известна легенда, что при бомбардировке Астрахани английскими самолётами Валериан Владимирович, будучи заместителем командующего и членом Реввоенсовета фронта, сел в подвесную люльку качестве стрелка под кабиной самолёта и принял участие в воздушном бою.
В августе-октябре 1919 года — член Реввоенсовета 11-й армии.
С октября 1919 года по август 1920 года В. В. Куйбышев был заместителем председателя ВЦИК, СНК РСФСР и ЦК РКП(б) по делам Туркестана, являясь одновременно, с 14 октября 1919 года по 20 сентября 1920 года членом Реввоенсовета и начальником политуправления Туркестанского фронта.
С 8 сентября по декабрь 1920 года — полномочный представитель РСФСР в Бухарской Народной Советской Республике.

### Карьера

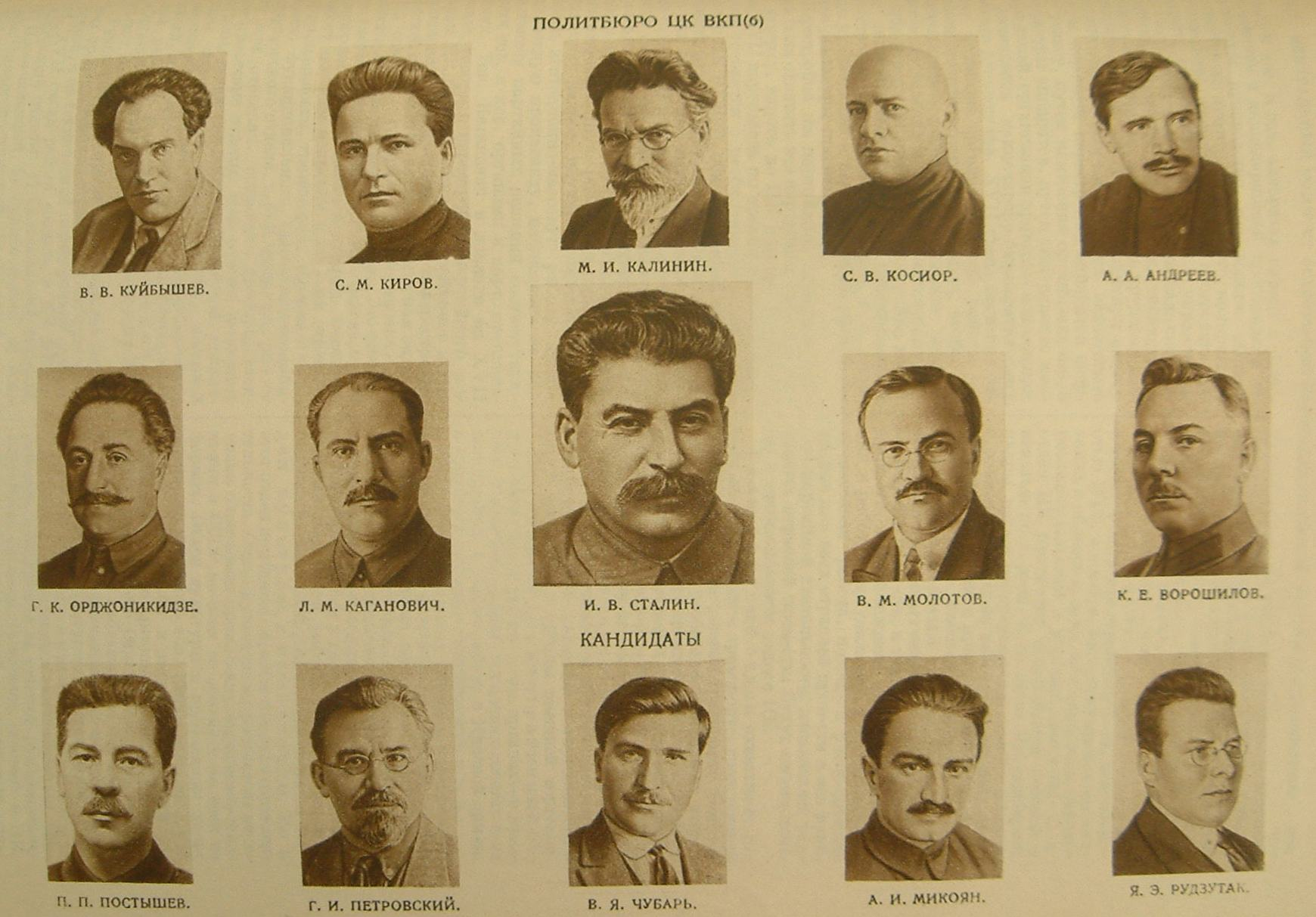
Политбюро ЦК ВКП(б), (1934) — незадолго до убийства Кирова. Куйбышев — первый слева в верхнем ряду рядом с Кировым

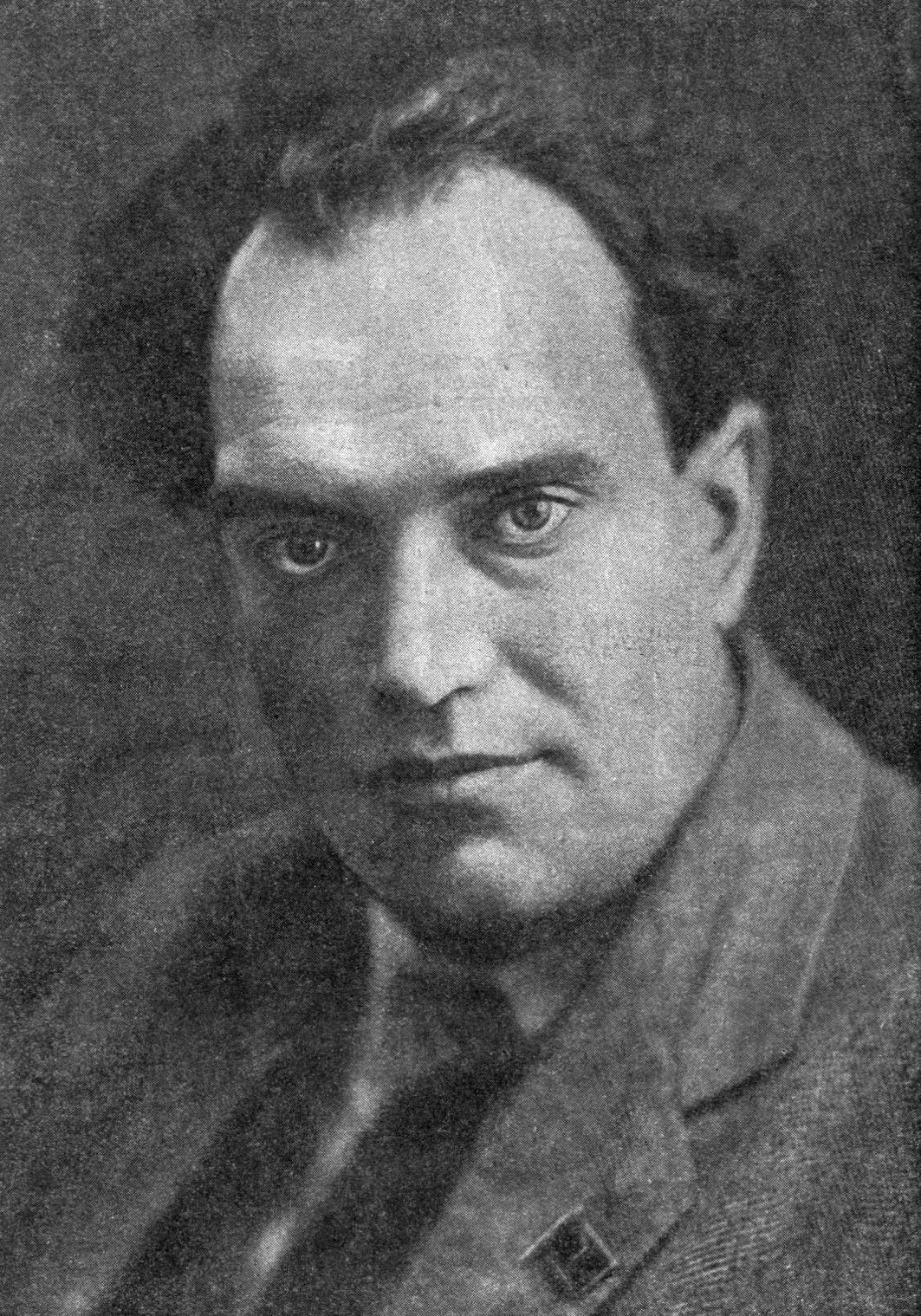
В. В. Куйбышев, фотография из журнала «Огонёк» № 3, 1938 год

После Гражданской войны Валериан Куйбышев работал на руководящей профсоюзной и хозяйственной работе. В декабре 1920 года избран членом Президиума ВЦСПС, руководил экономическим отделом.
13 марта 1921 года решением Оргбюро ЦК РКП(б) командирован в Самару как представитель ЦК РКП(б) для разъяснения и быстрого практического применения решений Х съезда РКП(б). 24 марта 1921 года оргбюро Самарского губкома РКП(б) сочло необходимым ввести тов. Куйбышева в оперативную тройку как представителя губкома и в президиум губисполкома, чтобы использовать его для общего руководства работой губполитпросвета.
С апреля 1921 года — член Президиума Высшего совета народного хозяйства РСФСР и с ноября 1921 года — начальник Главэлектро; руководил практическим осуществлением плана ГОЭЛРО. С апреля 1922 года по апрель 1923 года — секретарь ЦК РКП(б). В 1923—1926 годах — председатель ЦКК ВКП(б), одновременно, с 28 апреля по 6 июля 1923 года — народный комиссар Рабоче-крестьянской инспекции РСФСР, а с 6 июля 1923 года по 5 августа 1926 года — народный комиссар Рабоче-крестьянской инспекции СССР, одновременно, с 16 января по 5 ноября 1926 года — заместитель Председателя Совета народных комиссаров СССР и Совета труда и обороны СССР. С 5 августа 1926 года по 10 ноября 1930 года — председатель Высшего совета народного хозяйства СССР.
С 10 ноября 1930 года по 25 апреля 1934 года — председатель Государственного планового комитета СССР. Одновременно, с 10 ноября 1930 года по 14 мая 1934 года — заместителем председателя СНК и СТО СССР, а с 14 мая 1934 года — 1-й заместитель председателя СНК и СТО СССР. В. В. Куйбышев непосредственно участвовал в составлении народно-хозяйственных планов 1-й и 2-й пятилеток. С 11 февраля 1934 председатель Комиссии советского контроля. Один из инициаторов 1-го издания Большой советской энциклопедии, член Главной редакции.
Делегат VII, VIII, X, XI, XII, XIII, XIV, XV, XVI, XVII, съездов партии. На X съезде РКП(б) избран кандидатом в члены ЦК партии, на XI съезде РКП(б) — избран членом ЦК РКП(б), в апреле 1922 секретарём ЦК РКП(б). На XII съезде РКП(б) избран членом Центральной контрольной комиссии РКП(б), был председателем ЦКК РКП(б) (1923—1925) и ЦКК ВКП(б) (1925—1926). На XV, XVI и XVII съездах партии избирался членом ЦК ВКП(б); с 1927 г. — член Политбюро ЦК ВКП(б).
Был одним из ближайших сподвижников и советников по вопросам экономики И. В. Сталина.
В феврале-апреле 1934 года председатель правительственной комиссии по оказанию помощи челюскинцам.
В ноябре 1934 года добился от Политбюро ЦК ВКП(б) создания Политкомиссии ЦК для «борьбы с байско-кулацким сопротивлением» в Узбекистане и сам вошёл в её состав. Политкомиссия имела право утверждать приговоры к расстрелу.

### Смерть
Куйбышев скоропостижно скончался 25 января 1935 года в Москве. С утра 25 января он провёл ряд совещаний. После этого Куйбышев отправился на свою квартиру. Его встретила домработница, которая, увидев побледневшего Валериана Владимировича, предложила вызвать врача. Куйбышев ответил на это отказом и прошёл к себе в комнату, чтобы прилечь. Однако женщина вызвала врача из лечебно-санитарного управления Кремля. Когда доктора вошли в квартиру Куйбышева, он был уже мёртв. Вскрытие проводил профессор А. И. Абрикосов. Вывод был опубликован в газете «Правда»: «Смерть товарища В. В. Куйбышева наступила вследствие закупорки венечной артерии сердца свёртком крови, тромбом, образовавшимся в результате резко выраженного общего артериосклероза, поразившего в особой степени венечные артерии сердца».
Тело было кремировано, урна с прахом была замурована в Кремлёвской стене (левая сторона). На похоронах присутствовало высшее советское руководство.
Позже в Календаре-справочнике за 1941 год в краткой биографии Куйбышева было написано: «Враги народа, ненавидя этого несгибаемого большевика, умертвили его».
Леонид Млечин пишет, что "причиной ранней смерти Куйбышева, как считается, стало пристрастие к горячительным напиткам"

## Личная жизнь
Был музыкально одарённым человеком, любил Пушкина, Лермонтова и Некрасова, часто декламировал их произведения. Сам с детства писал стихи. В выходные дни мог поиграть в волейбол, а в последние годы жизни — в шахматы.
По словам В. М. Молотова, Куйбышев злоупотреблял алкоголем:

Куйбышев тоже мой зам, он, наоборот, выпивоха порядочный был. Эта у него слабость была: попадёт в хорошую компанию и тут же рубаха-парень делается. И стихи у него появляются, и песни — немножко поддавался компанейскому влиянию.— 
Об этом же свидетельствует письмо 1 сентября 1933 года Молотову Сталина, не желавшего, чтобы Молотов уходил в отпуск на полтора месяца:

Разве трудно понять, что нельзя надолго оставлять ПБ и СНК на Куйбышева (он может запить) и Кагановича— 

## Семья

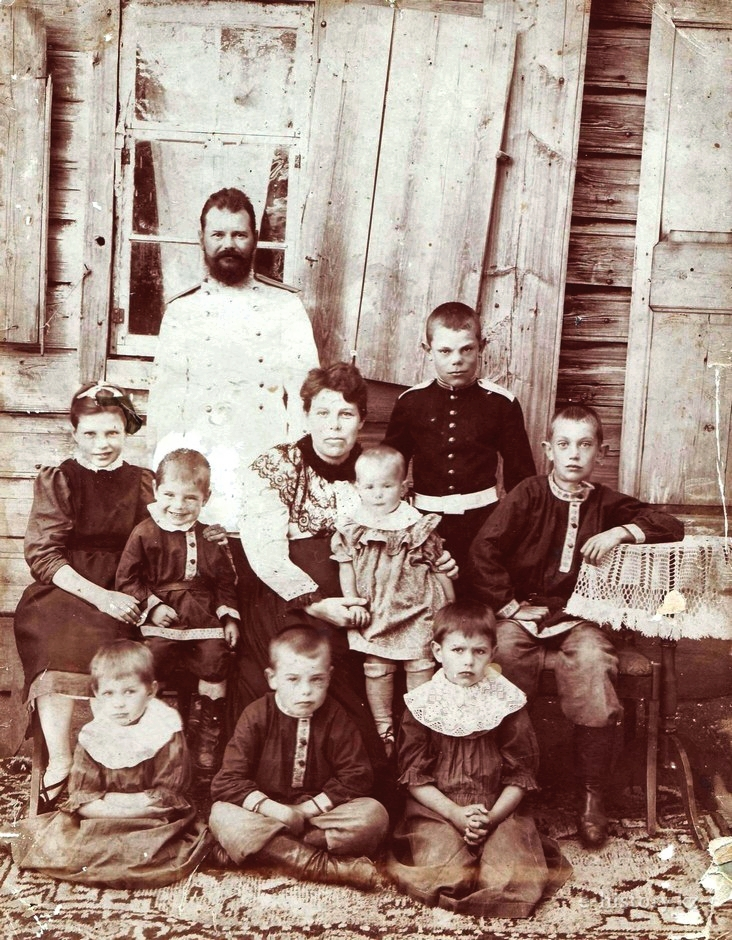
Семья Куйбышевых в Кокчетаве, 1889 год

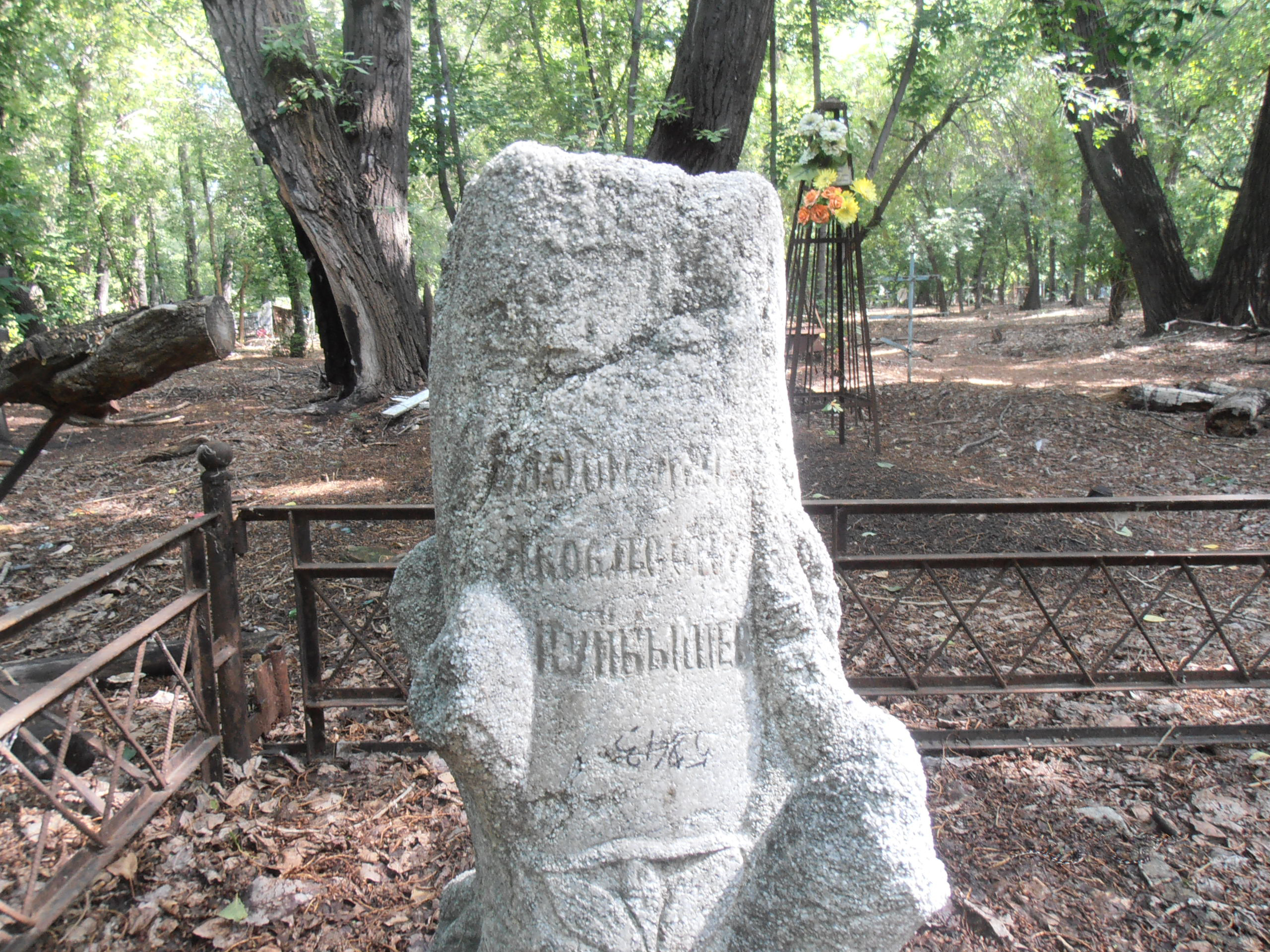
Могила отца В. В. Куйбышева в Тюмени, 2013 год

- Дед — Яков Куйбышев, хорунжий Сибирского казачьего войска, после выхода в отставку — переводчик семипалатинской городской полиции, коллежский регистратор[25].
- Бабушка — Евдокия Николаевна Куйбышева, кастелянша Омского кадетского корпуса (в 1906 году)
- Отец — Владимир Яковлевич Куйбышев (1860 — 24 ноября (7 декабря)  1909 года, личный дворянин, потомственный военный, подполковник, участник русско-японской войны 1904—1905 годов. Возглавлял воинское присутствие в Тюмени, похоронен там же на бывшем Текутьевском кладбище[26][27].
- Мать — Юлия Николаевна Куйбышева (в девичестве — Гладышева), учительница начальной школы в городе Кокчетаве, дочь чиновника из Семипалатинска, где служил Владимир Яковлевич. Они поженились в 1883 году[27].
- В семье было 11 детей (Августа и Сергей умерли в детстве):
  - Брат — Анатолий Владимирович Куйбышев (1882 — 17 февраля 1948, Таллин), участвовал в революционной деятельности. Участник первой мировой войны, начальник 31-й конно-искровой станции, подпоручик инженерных войск (2 (15) октября 1915 года), кавалер ордена Св. Станислава III степени с мечами и бантом (21 апреля (4 мая)  1917 года). В конце 1930-х был осужден на 10 лет и отправлен в Юго-восточный лагерь НКВД на Дальнем Востоке.
  - Брат — Михаил Владимирович Куйбышев (1889—1903), учился в кадетском корпусе, случайно застрелен из ружья соучеником по кадетскому корпусу.
  - Сестра — Евгения Владимировна Куйбышева (1891—1984), сотрудник института Маркса-Энгельса-Ленина при ЦК КПСС.
  - Сестра — Елена Владимировна Куйбышева (7 июня 1892, Кокчетав — 7 июля 1990, Москва), основатель и директор музея В. В. Куйбышева (в течение 35 лет).
  - Брат — Николай Владимирович Куйбышев (13 (25) декабря 1893 года — 1 августа 1938, расстрелян), Участник Первой мировой войне, капитан. Участник Гражданской войны, комкор, был командующим Закавказским военным округом. Участник несуществующего «военно-фашистского заговора», расстрелян, реабилитирован в 1956 году.
  - Сестра — Мария Владимировна Куйбышева (1895 — декабрь 1925), сотрудник редакции журнала «Крестьянка»[28].
  - Сестра — Галина Владимировна Куйбышева (1901—1982)
  - Сестра — Надежда Владимировна Куйбышева, окончила гимназию.

Валериан был несколько раз женат.
- Первой его супругой стала Пана Афанасьевна Стяжкина (1890—1962), член РСДРП с 1908, которая одновременно с В. В. Куйбышевым находилась в ссылке, в селе Тутуры Верхоленского уезда Иркутской губернии. Помогала мужу в редактировании статей и подготовке стихотворений для рукописного журнала «Елань» (конец 1915 — начало 1916 года). Ей посвящены стихотворные строки Куйбышева в «Грёзах» (1915). Весной 1916 г., через три недели после побега В. В. Куйбышева, бежала к нему в Самару, где снова попала под арест. 3 марта 1917 г. родила в тюрьме сына Владимира, едва не погибнув в послеродовой горячке[Прим. 3]. При чехах и Комуче — в самарском подполье. С 1921 г. — в Москве.
  - Сын Владимир (3 марта 1917—2003) окончил ФЗУ, стал слесарем, затем окончил морской техникум, проходил практику на пароходе «Буг». Куйбышев заботился о сыне, несмотря на то, что расстался с его матерью спустя месяц после рождения, высылал деньги на различные нужды сына. Владимир в конце 1920-х — начале 1930-х часто приезжал к отцу в Москву, вместе проводили выходные на даче, ездили в отпуск в Крым. В воспоминания Владимир Валерианович писал: «Отец хотел приучить меня к труду и приобщить к рабочей среде. В ФЗУ я учился, работал и стал квалифицированным слесарем»[29].  Доктор архитектуры, скульптор, был одним из авторов памятника В. В. Куйбышеву, установленном в Кокчетаве[30].
- Второй супругой Валериана Куйбышева стала Евгения Соломоновна Коган (6 июня 1886, Самара — 28 июля 1938, расстреляна), член РСДРП с 1907[31], кавалер ордена Ленина (1931). С Куйбышевым она вступила в близкие отношения в 1917 г. в Самаре, где Коган работала секретарём самарского губкома РСДРП, председателем которого был В. В. Куйбышев. Отношения продолжались до отъезда Куйбышева из Самары в 1919 г., но зарегистрированы не были[31][Прим. 4]. Е. С. Коган — до ареста заместитель председателя Моссовета.
  - Дочь Галина (1919—1942), архитектор[31]. Галина часто гостила у отца, который старался все свободное время проводить с семьёй и детьми. Они часто переписывались, в её письмах отцу есть упоминание о некоем написанном ею произведении о революционной деятельности Куйбышева, её стихи об индустриализации, переписка по поводу политических событий в стране[29].
- Третьей супругой стала Галина Александровна Трояновская — дочь Александра Антоновича Трояновского и Елены Фёдоровны Розмирович[27].
- Ольга Андреевна Лежава (1901—1986) стала последней (и единственной официальной) женой Куйбышева. Брак продлился с 1928 года по 1935 год, до самой смерти мужа. Была заместителем директора по научной работе Центрального научно-исследовательского института лубяных волокон Министерства лёгкой промышленности СССР. Является одним из авторов биографии Валериана Владимировича Куйбышева, вышедшей в 1966 году[32].

## Награды
- Серебряная шашка, 5 сентября 1920 года, за участие в Бухарской операции; награду он не принял, аргументировав отказ следующими словами: «Находясь в Ташкенте во время операции, я не сделал ничего такого, что нуждалось бы в поощрении или заслуживало бы награды»[33].

## Память

### В. В. Куйбышев в Кокшетау

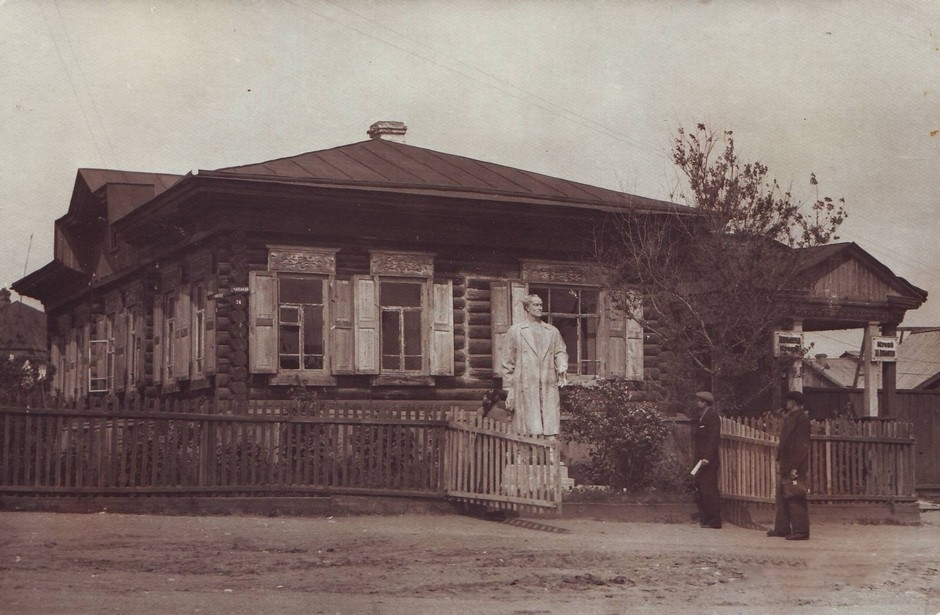
Памятник Куйбышеву, утрачен (мемориальный республиканский дом-музей В. В. Куйбышева)

В Кокчетаве родились почти все дети Куйбышевых. В окрестностях города Кокчетав Казахской ССР (ныне город Кокшетау Казахстана) в районе сопки Букпа была установлена памятная доска, в месте где юный Куйбышев прятал революционные листовки. До начала 1990-х годов в этом городе работал Республиканский мемориальный музей В. В. Куйбышева (сейчас музей истории города ), его имя носила одна из центральных улиц Кокшетау. Также рядом с Музеем стоит памятник Куйбышеву, в музейном саду находится изваяние юного революционера Куйбышева, задумчиво сидящего на лавочке. В Музее в большом количестве присутствуют личные вещи Куйбышева такие как: рабочий стол, любимое кресло, предметы канцелярии и т. д. Общеобразовательная школа № 4 города Кокшетау носила имя В. В. Куйбышева.

Памятник перед заводоуправлением Краматорского металлургического завода им. В. В. Куйбышева

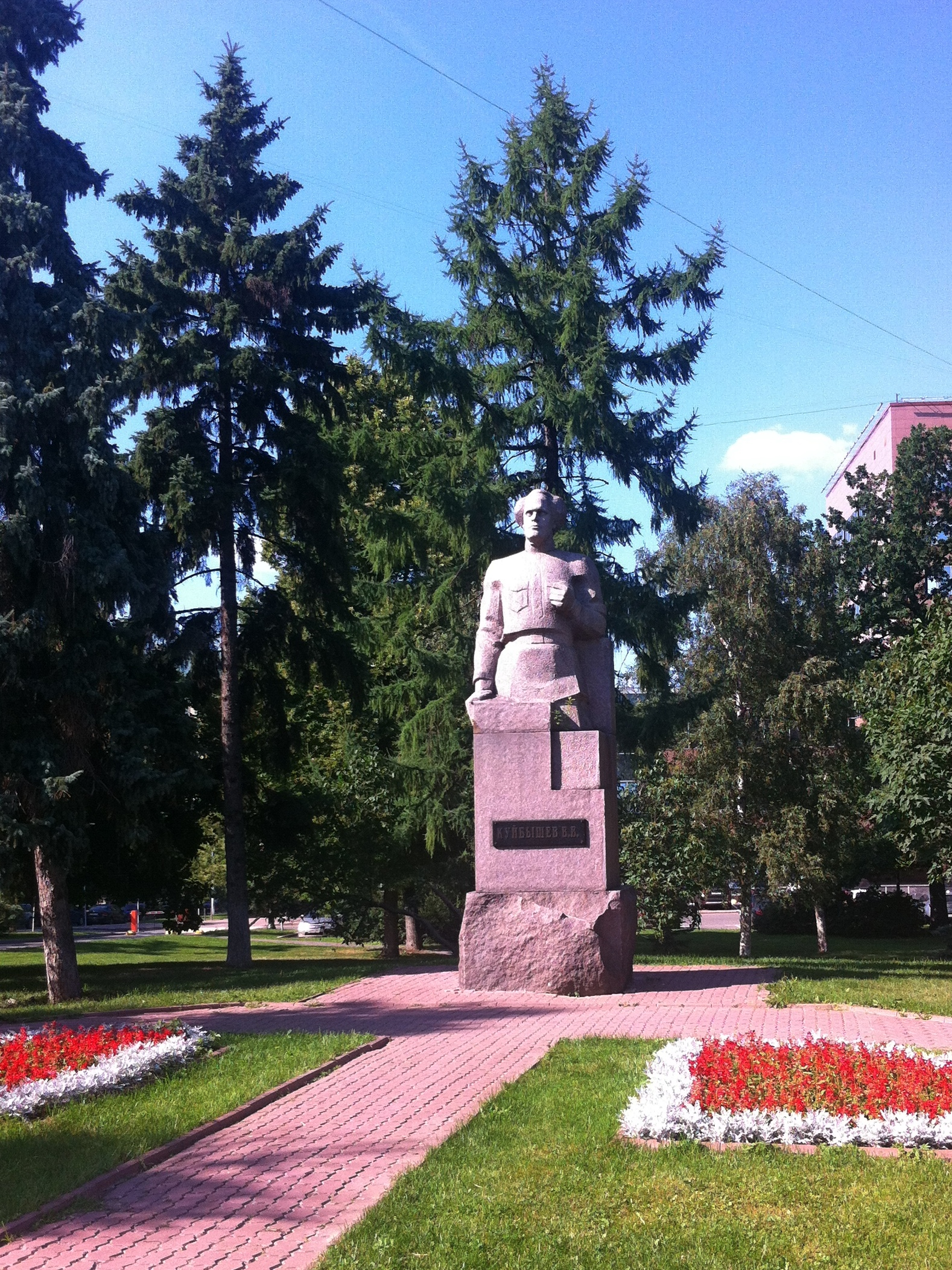
Памятник на Преображенской площади в Москве

### Географические объекты, названные в честь Куйбышева
Ныне
- Куйбышевское водохранилище (искусственное море при слиянии рек — Волги и Камы).
- Город Куйбышев в Новосибирской области (там же находится памятник ему)[34]
- Город Новокуйбышевск в Самарской области.
- Куйбышевский район есть в Калужской, Новосибирской и Ростовской областях; городах Донецке и Новокузнецке.
- Сельское поселение Куйбышевский в Самарской области.
- Посёлок Куйбышев в Волгоградской области.
- Посёлок имени Куйбышева в Курской области.
- Посёлок городского типа Куйбышевский Затон в Татарстане.
- Посёлок городского типа Куйбышево в Бахчисарайском районе Крыма.
- Посёлок Куйбышево в Рубцовском районе Алтайского края.
- Посёлок Куйбышево — посёлок в Городском округе Ялта/Ялтинском городском совете Крыма.
- Село Куйбышево в Краснощёковском районе Алтайского края.
- Село Куйбышево в Угловском районе Алтайского края.
- Село Куйбышево в Тарумовском районе Дагестана.
- Село Куйбышево в Куйбышевском районе Ростовской области.
- Село Куйбышево в Бейском районе Хакасии.
- Посёлок Куйбышевское в Гвардейском городском округе Калининградской области.
- Село имени Куйбышева (Нарынская область) в Нарынском районе Нарынской области Кыргызстана.
- Село Куйбышев в Токтогульском районе Джалал-Абадской области Кыргызстана.
- Топонимы на острове Итуруп: река Куйбышевка, ручей Куйбышевский, Куйбышевский залив, Куйбышевский перешеек, мыс Куйбышевский, озеро Куйбышевское[35].
- Мыс Куйбышева (Карское море,  Северная Земля, остров Комсомолец, мыс был открыт в нанесён на карту в 1931 году экспедицией Ушакова—Урванцева, тогда же было присвоено название мысу)[36].
- Мыс Куйбышева (Баренцево море, Новая Земля, название мысу было присвоено в 1931 году геологами Всесоюзного арктического института)[36].
- В честь Куйбышева названы улицы и площади в ряде городов.
  - Улицы имени Куйбышева есть в городах России: Астрахани, Барнауле, Бийске, Брянске, Бугульме, Владикавказе, Владимире, Екатеринбурге (бывшем Свердловске), Ишимбае, Йошкар-Оле, Калининграде, Коломне, Кургане, Лениногорске, Липецке, Луховицах, Магнитогорске, Медвежьегорске, Менделееве, Мурманске, Нальчике, Невинномысске, Нелидово, Нижнем Новгороде, Новокузнецке, Новороссийске, Омске, Оренбург Орле, Пензе, Перми, Петровске, Петрозаводске, Поворине, Ртищеве, Рубцовске, Самаре, Санкт-Петербурге, Саранске, Саратове, Соль-Илецке, Сочи, Стерлитамаке, Тёплой Горе, Тольятти, Томске, Улан-Удэ, Ульяновске, Усолье-Сибирском, Челябинске, Южном, Ямщине, Ярцеве; в Беларуси: Гродно, Лиде, Минске; в Казахстане: Алма-Ате.
  - Площади имени Куйбышева есть в городах России: Волгограде, Екатеринбурге, Самаре, Симферополе; в Таджикистане: Душанбе.
  - Переулок имени Куйбышева есть в городах Йошкар-Оле, Калининграде, Коломне. В Гродно есть пять переулков Куйбышева.
  - Проезд имени Куйбышева есть в городе Томске.
- Получившая своё название в 1953 году Куйбышевская железная дорога не переименована.
- Агрегатному заводу в городе Омск в 1935 году было присвоено имя Куйбышева.

В прошлом
- В 1935—1991 годах город Самара и Самарская область носили имя город Куйбышев и Куйбышевская область. В 1935—1936 годах существовал Куйбышевский край.
- В 1935—1957 годах город Белогорск (Амурская область) назывался Куйбышевка-Восточная.
- В 1935—1991 годах город Болгар (Татарстан) назывался Куйбышев.
- В 1934—1977 годах город Риштан (Ферганская область Узбекской ССР) назывался посёлок Куйбышево.
- В 1935—1999 годах село Аран в Азербайджане называлось Куйбышев.
- До 1992 года село Олжалар (азерб. Ölcələr) в Азербайджане называлось Куйбышев.
- В 1940—1992 годах село Ахарцин в Армении называлось Куйбышев.
- До 1990-х годов село Урасар (арм. Ուրասար) в Армении называлось Куйбышев.
- Село Куйбышев (Западно-Казахстанская область Казахстана), упразднено в 2013 году.
- В 1935—1993 годах аул Агуй-Шапсуг (Краснодарский край) назывался Куйбышевка.
- До 2016 года село Бугские Пороги в Николаевской области Украины называлось Куйбышевка.
- До 2016 года село Великая Солёная в Николаевской области Украины называлось Куйбышевка.
- До 1990-х село Тезекенд (азерб. Dəvəçi (Şabran)) Шабранского района Азербайджана называлось Куйбышевкенд.
- До 1992 года село Жынгылды в Мангистауской области Казахстана называлось Куйбышево.
- До 1993 года село Акбиик в Туркестанской области Казахстана называлось Куйбышево.
- До 1993 года село Карасай в Алматинской области Казахстана называлось Куйбышево.
- До 1993 года село Туркебай в Туркестанской области Казахстана называлось Куйбышево.
- До 2000 года село Атамекен в Туркестанской области Казахстана называлось Куйбышево.
- До 2000 года село Жемисти в Туркестанской области Казахстана называлось Куйбышево.
- До 2006 года село Акжол в Павлодарской области Казахстана называлось Куйбышево.
- До 2016 года посёлок городского типа Каменка в Запорожской области Украины называлось Куйбышево.
- До 2016 года посёлок Зимовник в Херсонской области Украины называлось Куйбышево.
- До 2012 года поселок городского типа имени Абуррахмана Джами в Республике Таджикистан назывался пгт им. В.В.Куйбышева.
- До 1995 года село Малоянисоль в Донецкой области Украины называлось Куйбышево.
- До 2016 года село Благодатное в Кировоградской области Украины называлось Куйбышево.
- До 2016 года село Ветровое в Херсонской области Украины называлось Куйбышево.
- До 2016 года село Вишнёвое в Полтавской области Украины называлось Куйбышево.
- До 2016 года село Вязовка в Запорожской области Украины называлось Куйбышево.
- До 2016 года поселок городского типа Каменка  в Запорожской области назывался Куйбышево.
- До 2016 года село Калиновка в Николаевской области Украины называлось Куйбышево.
- До 2016 года село Покровское в Киевской области Украины называлось Куйбышево.
- До 2016 года село Покровское в Полтавской области Украины называлось Куйбышево.
- Село Куйбышево в Ленинском районе Крымской области Украинской ССР, упразднено в 1963 году.
- В 1969—2000 годах село Новоишимское в Северо-Казахстанской области Казахстана называлось посёлок Куйбышевский.
- Село Куйбышевское Северо-Казахстанской области в 2018 году включено в состав города Петропавловска.
- До 2016 года посёлок Казбеки в Одесской области Украины называлось Куйбышевское.
- В городе Омске был Куйбышевский район, который сейчас входит в Центральный административный округ.
- До 2020 года в городе Усть-Лабинск была улица Куйбышева, переименована в Марии Овсянниковой

### Памятники
- Памятник в городе Донецке на площади имени Куйбышева рядом с ДК имени Куйбышева в Куйбышевском районе города.
- Памятник в городе Душанбе, столице Таджикистана, напротив железнодорожного вокзала.
- Памятник в городе Казани, на ул. Бакалейной.
- Памятник в городе Краснодаре на ул. Тихорецкой, перед заводом МЖК «Краснодарский», имя которого он носил в советский период.
- Памятник в городе Москве, на Преображенской площади.
- Памятник в городе Самаре, высота 11-метров (скульптор М. Г. Манизер, архитектор Н. А. Троцкий, 1938 г.), установлен на площади имени Куйбышева, перед входом в здание Самарского академического театра оперы и балета.
- Памятник в городе Томске на проспекте Ленина (у главного корпуса ТГУ)[37].
- Памятник в селе Черниговка Кормиловского района Омской области.
- Бюст в городе Омске, на пересечении улицы Куйбышева и улицы Масленникова.
- Бюст в городе Алма-Ате (Казахстан) в сквере ниже КБТУ на Аллее выдающихся деятелей.
- Бюст в городе Шымкенте (Казахстан).
- Бюст в селе Никитовка Красногвардейского района Белгородской области

### Корабли
- Танкер «Валериан Куйбышев»; танкер «Эльбрус» (Elbrus) получен от Бельгии осенью 1914 года. 20 июня 1918 года затоплен в Цемесской бухте. Поднят 21 июля 1925 года, зачислен в объединение «Совтанкер» и переименован в «Валериан Куйбышев». В честь этого корабля в 1935 году был назван мыс Куйбышев в Карском море (к западу от мыса Челюскин)[36]. 2 апреля 1942 года потоплен немецкими самолетами-торпедоносцами He-111 в 0,7 км от береговой линии Бугазской косы (Краснодарский край).
- Крейсер проекта 68-К «Куйбышев», заложен 31 августа 1939 года в Николаеве, в 1950 году достроен и введен в строй. 20 декабря 1965 года — расформирован и вскоре разделан на металл на базе «Главвторчермета» в г. Севастополь.
- Теплоход «Валериан Куйбышев»[38]), построен в 1976 году в Чехословакии. Эксплуатировался на Ладожском озере. Утилизирован в сентябре 2018 года.

### Другие объекты
- В советское время имя Куйбышева носили различные предприятия, в том числе Иркутский завод тяжёлого машиностроения, Коломенский тепловозостроительный завод, колхозы, дворцы культуры, пионерские лагеря и высшие учебные заведения, в частности: Дальневосточный государственный технический университет, Московский государственный строительный университет, Томский государственный университет, Военно-инженерная академия, Сибирская автомобильно-дорожная академия, Новосибирский государственный архитектурно-строительный университет, Куйбышевский государственный педагогический институт, Куйбышевский политехнический институт, Архангельский лесотехнический университет (в 1994 году преобразован в Архангельский государственный технический университет), Белорусский государственный институт народного хозяйства, Самаркандский кооперативный институт Центросоюза имени В. В. Куйбышева (СКИЦ) (24 марта 1998 года преобразован в Самаркандский институт экономики и сервиса[39]), Ленинградская техническая школа № 1 ВПО НКВД СССР (ныне Санкт-Петербургский университет ГПС МЧС России), Московское производственное объединение «Электрозавод» имени В. В. Куйбышева и другие. Его имя до сих пор носит Казанский государственный финансово-экономический институт.
- БПАО «КуйбышевАзот» является одним из ведущих предприятий российской химической промышленности.
- До получения независимости в Узбекистане имя Куйбышева носили также Самаркандский сельскохозяйственный институт, Самаркандский кооперативный институт и район Ташкента, который был переименован в Мирзо-Улугбекский.
- Во Владивостоке — Дальневосточный политехнический институт (ДВПИ) имени В. В. Куйбышева (с 1992 года ДВГТУ, в 2010 году вошёл в состав ДВФУ).
- В советское время одна из площадей города Чимкента в Казахстане носила имя В. В. Куйбышева, где был установлен его бюст и один из городских фонтанов, функционирующих и поныне. Площадь в настоящее время носит название Ордабасы.
- В Тарусе Калужской области в советское время дом отдыха носил имя Куйбышева (сейчас Дом отдыха «Серебряный век»).
- Станцию метро «Электрозаводская» в Москве предполагалось назвать Завод имени Куйбышева[источник не указан 1088 дней].

### В филателии

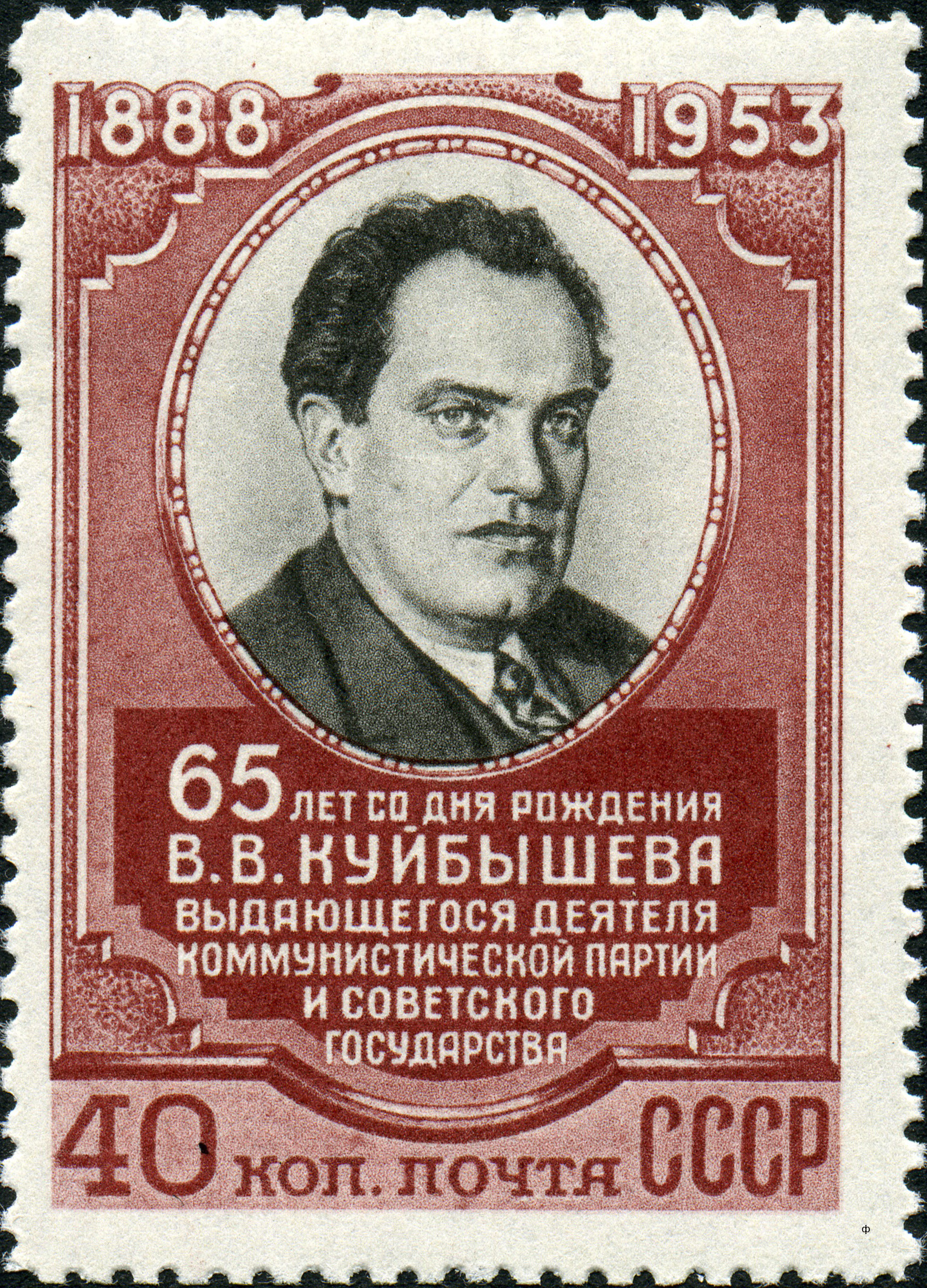
Почтовая марка СССР, 1953 год
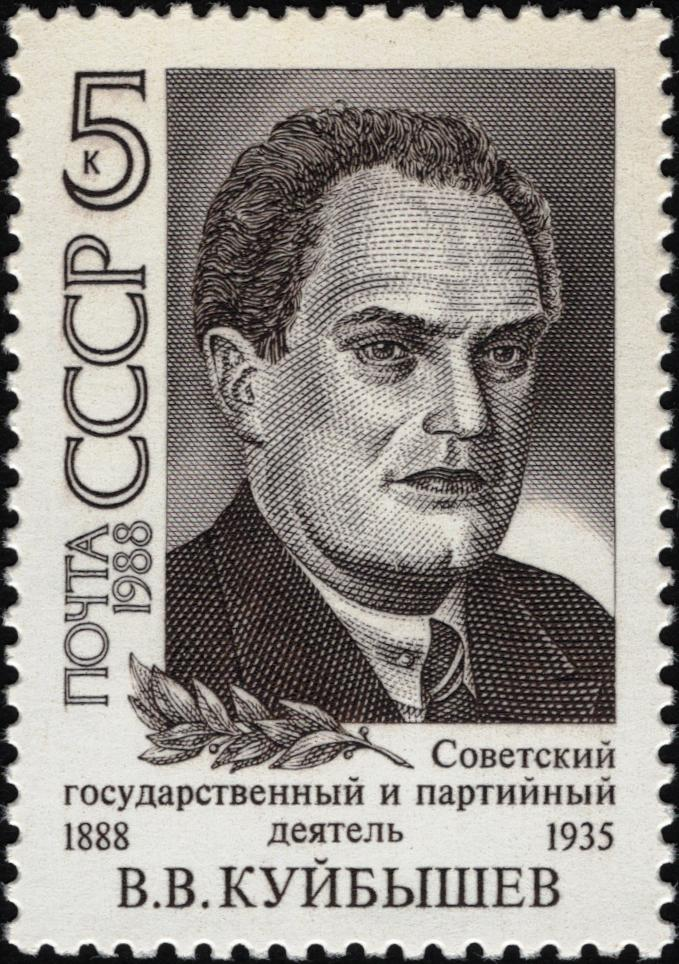
Почтовая марка СССР, 1988 год
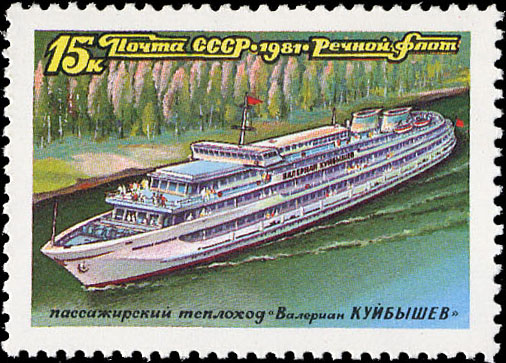
Почтовая марка СССР, 1981 год: теплоход «Валериан Куйбышев»

### В кино
- Владимир Краснопольский (Крушение эмирата, 1955 , Решающий шаг, 1965)
- Георгий Тараторкин (Гроза над Белой, 1968)
- Сергей Корнюшин (Умри на коне, 1979)
- Олег Белонучкин (Челюскинцы, 1984)
- Николай Ерёменко (Уполномочен революцией, 1987)
- Андрей Погодин (Подданные революции, 1987)